# Nicola Pisano
Nicola Pisano, även Niccolò Pisano, född cirka 1220 i Pisa, död cirka 1284 i Pisa, var en italiensk skulptör.

## Biografi
Pisano är huvudsakligen känd genom de predikstolar han på äldre dagar, assisterad av sina lärjungar, utförde i Pisa och Siena. Predikstolen i Pisas baptisterium (1260) står, liksom de följande, fritt i rummet, uppbärs av kolonner, några av dessa vilande på lejon. Själva predikstolens ytor fylls av reliefer: Bebådelsen, Jesu födelse, De tre kungarna, Korsfästelsen, Yttersta domen. Predikstolen i Sienas katedral (1266-68) är i samma stil, men rikare i anordning. Överdelen är rik på figurer, det äldre verkets stil är uppblandad med moderna element. Pisanos son Giovannis medverkan är här uppenbar. Andra arbeten av Pisano är Nedtagandet från korset och andra reliefer i Santa Martino i Lucca. Sankt Domenicos gravmonument i Bologna, som tillskrivits Pisano, är endast planlagd av honom, men utförd av hans lärjunge Fra Guglielmo och sedan fullbordad på 1400-talet, med relief bilder ur helgonets liv.
Pisano beskrevs länge som personen som väckte antikens formvärld till nytt liv efter många seklers sömn, hans konst skulle ha varit en renässans före renässansen. Men andra italienska konstnärer hade före honom antika reliefer och ornament till förebilder för sina verk. På grund av ett i Siena hittad dokument har forskare framställt möjligheten, att Pisano var bördig från Apulien och därifrån flyttat till Pisa. Pisano omtalas av Giorgio Vasari även som arkitekt, men man känner ingen byggnad, som bevisligen är hans verk.

## Utmärkelser
Asteroiden 7313 Pisano är uppkallad efter honom, Giovanni Pisano och Andrea Pisano.